# Elías Chegwin
Elías Chegwin (Barranquilla, 1911-Barranquilla, 30 de enero de 2001) fue un sociólogo y baloncestista colombiano.

## Biografía
Elías Chegwin nació en Barranquilla en la década de 1910. Estudió sociología en la Universidad de Huron, en Dakota del Sur, EE. UU. Ya instalado en el país americano jugó baloncesto en representación de dicha universidad en la década de 1930, siendo de esta manera «el primer colombiano que jugó en la Liga Universitaria de Estados Unidos». Durante su trayecto en la liga estadounidense fue un jugador sobresaliente.
En la década de 1940 se construyó en Barranquiila el estadio Elías Chegwin, recinto deportivo que lleva su nombre en homenaje a su trayectoria y por haber sido propulsor del deporte. Esta idea fue propuesta e impulsada por el Concejo de Barranquilla en la década de 1990.
Ya retirado del escenario deportivo, Chegwin retornó a su ciudad natal, donde fue un personaje cívico que impulsó campañas relacionadas con los valores, el tabaco y el consumo de bebidas alcohólicas. Murió en la ciudad de Barranquilla, el 30 de enero de 2001. Durante sus últimos años de vida estuvo internado en un hogar geriátrico.
Es considerado «uno de los más grandes baloncestistas de la historia de la ciudad» de Barranquilla. Chegwin fue un personaje local y entusiasta líder cívico, gozó de popularidad por ser impulsor del deporte en el Atlántico y «lideró por cerca de seis décadas campañas en defensa de la ciudad, relacionadas con los buenos modales y el amor al terruño».